# Cuttoli-Corticchiato
Cuttoli-Corticchiato (korsisch Cuttuli è Curtichjatu) ist eine Gemeinde auf der Mittelmeerinsel Korsika in Frankreich. Sie gehört zum Département Corse-du-Sud, zum Arrondissement Ajaccio und zum Kanton Gravona-Prunelli. Sie grenzt im Nordwesten an Tavaco, im Nordosten an Peri, im Osten an Tolla, im Südosten an Ocana, im Südwesten an Bastelicaccia und im Westen an Sarrola-Carcopino. Das Siedlungsgebiet besteht aus den Dörfern Cuttoli, Corticchiato und Pedi-Morella.

## Bevölkerungsentwicklung
| Jahr      | 1962 | 1968 | 1975 | 1982 | 1990 | 1999 | 2008 | 2012 |
| --------- | ---- | ---- | ---- | ---- | ---- | ---- | ---- | ---- |
| Einwohner | 573  | 544  | 465  | 643  | 1085 | 1473 | 1861 | 1947 |

## Wirtschaft
Die Reben in der Gemeinde sind Teil des Weinbaugebietes Ajaccio.